# LulzSec
Lulz Security, abreviado por LulzSec, foi um grupo ativista hacker responsável por ataques de alto perfil, incluindo o vazamento de dados de mais de 1.000.000 de contas de usuários da Sony em 2011. Declarou guerra aberta aos governos, bancos e grandes corporações em parceria com o Anonymous. Às vezes, o grupo também é referido como The Lulz Boat ou A Jangada dos Lulz por conta da música tocada em seu site oficial tema de  The Love Boat. Seu primeiro ataque foi contra a Serious Organised Crime Agency do Reino Unido. Foi fundada pelo hacker Sabu.
Após 50 dias de existência anunciou o término de suas atividades. No entanto, ações do braço brasileiro continuaram a ocorrer. Nenhum membro da organização brasileira foi preso.

## Ataques

### Ao Brasil
O braço brasileiro foi declarado como responsável por remover sites do governo do Brasil do ar na madrugada de 22 de junho de 2011. O anúncio foi realizado em seu Twitter: TANGO DOWN brasil.gov.br & presidencia.gov.br e elogiada pela unidade central do grupo. Neste mesmo dia atacou o site da Petrobrás e tentou atingir o site da Receita Federal. Teria publicado o caminho para recebimento de e-mails de funcionários da Petrobras e senhas e logins do Ministério do Esporte do Brasil,  os órgãos afirmaram em suas redes sociais  uma nota de esclarecimento , afirmando que seus bancos de dados foram copiados por um usuário desconhecido .
No dia 22 de junho de 2011, após  os sites da Presidência da República, da Receita Federal e ao Portal Brasil, assumiram a autoria da derrubada do site da Petrobras.
O LulzSecBR  divulgou diversos dados pessoais de Dilma Rousseff e Gilberto Kassab como números do CPF e do PIS, data de nascimento, telefones de ambos os afetados e nome da mãe e endereços eletrônicos pessoais de Kassab.

## Respostas aos ataques

### Aplicações legais
Em 21 de junho de 2011, a Polícia Metropolitana de Londres anunciou que um homem de 19 anos conhecido como Ryan Cleary, integrante do LulzSec, havia sido preso em Wickford, em Essex, por uma operação em co-operação com o FBI. O suspeito foi preso sob a acusação de mau uso do computador e fraude. Mais tarde, foi também acusado de outros cinco crimes. A LulzSec negou que o homem preso fizesse parte de sua organização. Um membro dela afirmou que o homem apenas havia contribuído para fazer um host num dos seus canais de IRC, não participando diretamente de nenhum ataque.
Em 27 de junho de 2011, a Policia Federal do Estado de São Paulo  anunciou que um adolescente de 13  anos conhecido como Mathew Schimitz , vulgo  Matheus Cavalcante, integrante do LulzSecBrasil, havia sido encontrado a 503 km de São Paulo em Osvaldo Cruz, pela coordenação e Promotoria da Segurança Digital do Estado de  São Paulo e Policia Civil do Município . O adolescente foi encaminhado juntamente com os responsáveis afins da Ouvidoria do Ministério Público  para  o encargo de explicações referentes aos atos  realizados pelo  suspeito . Após 10 dias sobre custódia decreta pelo Ministério Público no Brasil os responsáveis pelo adolescente foram sujeitos a pena de prestação de serviços comunitários associadas a 34 Cestas básicas durante o prazo de 18 meses . O julgamento foi realizado no município  de Marília decreto pela 2° Vara  do Tribunal de Justiça de Osvaldo Cruz  ( TJOSV-SP) , Sob o julgamento do Juiz  "José Alberto Rodrigues "Após o encerramento das investigações , uma nota declarada nas redes sociais do Ministério Público, notificou a ligação do suspeito  em todas os ataques realizados contra o Serviço Público do Brasil . Após as notas citadas pela Coordenadoria Pública, uma publicação do grupo no Twitter  declarou encerramento das atividades que teve a duração de  50 dias.